# Governo İnönü III
Il governo İnönü III è stato il quarto governo della storia della Turchia e il primo governo turco a rimanere in carica per più di un anno.

## Storia
İsmet İnönü era già stato primo ministro turco nei suoi due governi precedenti nel 1923-1924.
A causa delle forti critiche interne alla Nazione per la presenza di un governo troppo autoritario il presidente Mustafa Kemal Atatürk aveva affidato l'incarico nel novembre 1924 a Ali Fethi Okyar di formare un nuovo governo più moderato ma il governo durò soltanto pochi mesi a causa della sua inettitudine a fronteggiare la Ribellione dello sceicco Said, una rivolta curda scoppiata per ottenere l'indipendenza dalla neonata Repubblica di Turchia.
Il 3 marzo 1925 per questo Atatürk richiamò İsmet İnönü per riprendere in mano la situazione e nacque così il suo terzo governo.
Questo governo ebbe vita più lunga rispetto ai precedenti poiché le grandi questioni interne ed esterne alla Nazione e allo Stato furono definitivamente risolte e İsmet İnönü rimase al potere come primo ministro ininterrottamente fino al 1937.
Il 1º novembre 1927 quando Mustafa Kemal Atatürk fu rieletto per la terza volta come presidente, İsmet İnönü, come da legge, dimise il suo governo per fondarne un altro.

## Composizione
| Titolo                                    | Nomi                                            | Note                                                                |
| ----------------------------------------- | ----------------------------------------------- | ------------------------------------------------------------------- |
| Primo ministro                            | İsmet İnönü                                     |                                                                     |
| Ministro della giustizia                  | Mahmut Esat Bozkurt                             |                                                                     |
| Ministro della difesa nazionale           | Recep Peker                                     |                                                                     |
| Ministro degli interni                    | Cemil Uybadın                                   |                                                                     |
| Ministro degli affari esteri              | Tevfik Rüştü Aras                               |                                                                     |
| Ministro delle finanze                    | Hasan Saka Abdülhalik Renda                     | 3 marzo 1925 - 13 luglio 1926 13 luglio 1926 - 1º novembre 1927     |
| Ministro dell'educazione nazionale        | Hamdullah Suphi Tanrıöver Mustafa Necati Uğural | 3 marzo 1925 - 21 dicembre 1925 21 dicembre 1925 - 1º novembre 1927 |
| Ministro dei lavori pubblici              | Süleyman Sırrı Ara Behiç Erkin                  | 3 marzo 1925 - 16 dicembre 1925 14 gennaio 1926 - 1º novembre 1927  |
| Ministro della salute e sicurezza sociale | Refik Saydam                                    |                                                                     |
| Ministro del commercio                    | Ali Cenani Rahmi Köken                          | 3 marzo 1925 - 17 maggio 1926 17 maggio 1926 - 1º novembre 1927     |
| Ministro dell'agricoltura                 | Mehmet Sabri Toprak                             |                                                                     |
| Ministro della marina                     | İhsan Eryavuz                                   |                                                                     |